# 1 000 kilomètres de Fuji 1990 (Interchallenge)
Navigation
Édition précédente Édition suivante
Les 1 000 kilomètres de Fuji 1990, disputées le 5 mai 1990 sur le Fuji Speedway, ont été la deuxième manche du Championnat du Japon de sport-prototypes 1990.

## La course

### Classement de la course
Voici le classement officiel au terme de la course,.
- Les premiers de chaque catégorie du championnat du monde sont signalés par un fond jaune.
- Pour la colonne Pneus, il faut passer le curseur au-dessus du modèle pour connaître le manufacturier de pneumatiques.
- Les voitures ne réussissant pas à parcourir 75% de la distance du gagnant sont non classées (NC).

| Pos | Classe | no  | Écurie                             | Pilotes                                                  | Châssis                             | Pneus | Tours | Temps |
| Pos | Classe | no  | Écurie                             | Pilotes                                                  | Moteur                              | Pneus | Tours | Temps |
| --- | ------ | --- | ---------------------------------- | -------------------------------------------------------- | ----------------------------------- | ----- | ----- | ----- |
| 1   | GTP    | 201 | Mazdaspeed                         | Takashi Yorino Yojiro Terada                             | Mazda 767B                          | D     |       |       |
| 1   | GTP    | 201 | Mazdaspeed                         | Takashi Yorino Yojiro Terada                             | Mazda 13J 2,6 l 4-Rotor             | D     |       |       |
| 2   | GTP    | 202 | Mazdaspeed                         | Yoshimi Katayama David Kennedy Pierre Dieudonné          | Mazda 787                           | D     |       |       |
| 2   | GTP    | 202 | Mazdaspeed                         | Yoshimi Katayama David Kennedy Pierre Dieudonné          | Mazda R26B 2,6 l 4-Rotor            | D     |       |       |
| 3   | GTP    | 230 | Pleasure Racing                    | Tetsuji Shiratori Shuji Fujii Seisaku Suzuki             | Mazda 757                           | D     |       |       |
| 3   | GTP    | 230 | Pleasure Racing                    | Tetsuji Shiratori Shuji Fujii Seisaku Suzuki             | Mazda 13G 2,0 l 3-Rotor             | D     |       |       |
| 3   | GTP    | 240 | Lenox Racing                       | Kazuhiko Oda Keiichi Mizutani Toshihiko Nogami           | Mazda 757                           | D     |       |       |
| 3   | GTP    | 240 | Lenox Racing                       | Kazuhiko Oda Keiichi Mizutani Toshihiko Nogami           | Mazda 13G 2,0 l 3-Rotor             | D     |       |       |
| 4   | C1     | 1   | Advan Alpha Racing                 | Kunimitsu Takahashi Kazuo Mogi                           | Porsche 962C                        | Y     |       |       |
| 4   | C1     | 1   | Advan Alpha Racing                 | Kunimitsu Takahashi Kazuo Mogi                           | Porsche Type-956/82 Flat-6 Turbo    | Y     |       |       |
| 5   | C1     | 2   | Alpha Racing                       | Stanley Dickens Will Hoy Kenji Takahashi                 | Porsche 962C                        | B     |       |       |
| 5   | C1     | 2   | Alpha Racing                       | Stanley Dickens Will Hoy Kenji Takahashi                 | Porsche Type-935 3,0 l Flat-6 Turbo | B     |       |       |
| 6   | C1     | 7   | The Alpha Racing                   | Tiff Needell Derek Bell Costas Los                       | Porsche 962C                        | Y     |       |       |
| 6   | C1     | 7   | The Alpha Racing                   | Tiff Needell Derek Bell Costas Los                       | Porsche Type-935 3,0 l Flat-6 Turbo | Y     |       |       |
| 7   | C1     | 20  | Alpha Cubic With RLR               | Manuel Reuter Maurizio Sandro Sala                       | Porsche 962C GTi                    | D     |       |       |
| 7   | C1     | 20  | Alpha Cubic With RLR               | Manuel Reuter Maurizio Sandro Sala                       | Porsche Type-935 3,0 l Flat-6 Turbo | D     |       |       |
| 8   | C1     | 23  | Nissan Motorsport                  | Kazuyoshi Hoshino Toshio Suzuki                          | Nissan R90CP                        | D     |       |       |
| 8   | C1     | 23  | Nissan Motorsport                  | Kazuyoshi Hoshino Toshio Suzuki                          | Nissan VRH35Z 3,5 l V8 Turbo        | D     |       |       |
| 9   | C1     | 24  | Nissan Motorsport                  | Masahiro Hasemi Anders Olofsson                          | Nissan R90CP                        | D     |       |       |
| 9   | C1     | 24  | Nissan Motorsport                  | Masahiro Hasemi Anders Olofsson                          | Nissan VRH35Z 3,5 l V8 Turbo        | D     |       |       |
| 10  | C1     | 27  | FromA Racing                       | Akihiko Nakaya Volker Weidler Yukihiro Hane              | Porsche 962C                        | B     |       |       |
| 10  | C1     | 27  | FromA Racing                       | Akihiko Nakaya Volker Weidler Yukihiro Hane              | Porsche Type-956/82 Flat-6 Turbo    | B     |       |       |
| 11  | C1     | 33  | Takefuji (ja) Racing Team          | Johnny Herbert Eddie Irvine Rickard Rydell               | Porsche 962C                        | D     |       |       |
| 11  | C1     | 33  | Takefuji (ja) Racing Team          | Johnny Herbert Eddie Irvine Rickard Rydell               | Porsche Type-935 3,0 l Flat-6 Turbo | D     |       |       |
| 12  | C1     | 36  | Toyota Team TOM'S                  | Hitoshi Ogawa Masanori Sekiya                            | Toyota 89C-V                        | B     |       |       |
| 12  | C1     | 36  | Toyota Team TOM'S                  | Hitoshi Ogawa Masanori Sekiya                            | Toyota R32V 3,2 l V8 Turbo          | B     |       |       |
| 13  | C1     | 39  | Toyota Team SARD                   | Roland Ratzenberger Pierre-Henri Raphanel Naoki Nagasaka | Toyota 89C-V                        | D     |       |       |
| 13  | C1     | 39  | Toyota Team SARD                   | Roland Ratzenberger Pierre-Henri Raphanel Naoki Nagasaka | Toyota R32V 3,2 l V8 Turbo          | D     |       |       |
| 14  | C1     | 55  | Omron Racing                       | Vern Schuppan Eje Elgh Tomas Mezera (en)                 | Porsche 962C                        | D     |       |       |
| 14  | C1     | 55  | Omron Racing                       | Vern Schuppan Eje Elgh Tomas Mezera (en)                 | Porsche Type-935 3,0 l Flat-6 Turbo | D     |       |       |
| 15  | C1     | 85  | Cabin Racing Team With Team LeMans | Takao Wada Osamu Nakako                                  | Nissan R90V                         | Y     |       |       |
| 15  | C1     | 85  | Cabin Racing Team With Team LeMans | Takao Wada Osamu Nakako                                  | Nissan VRH35 3,5 l V8 Turbo         | Y     |       |       |
| 16  | C1     | 100 | Trust Racing Team                  | George Fouché Steven Andskär Shunji Kasuya (en)          | Porsche 962C GTi                    | D     |       |       |
| 16  | C1     | 100 | Trust Racing Team                  | George Fouché Steven Andskär Shunji Kasuya (en)          | Porsche Type-935 3,0 l Flat-6 Turbo | D     |       |       |
| Np. | C1     | 36  | Toyota Team TOM'S                  | Hitoshi Ogawa Masanori Sekiya                            | Toyota 90C-V                        | B     |       |       |
| Np. | C1     | 36  | Toyota Team TOM'S                  | Hitoshi Ogawa Masanori Sekiya                            | Toyota R32V 3,2 l V8 Turbo          | B     |       |       |

En raison des conditions météorologiques défavorables, la course avait été réduite à 500 kilomètres. Malheureusement, au bout de 7 tours, les conditions de sécurité n'étant pas réuni à cause de la pluie, la course a été arrêtée.

## Pole position et record du tour
- Pole position :  Takao Wada (#85 Cabin Racing Team With Team LeMans) en 1 min 26 s 531
- Meilleur tour en course :

## À noter
- Longueur du circuit : 4,470 km
- Distance parcourue par les vainqueurs :